# José Luis Pinillos Díaz
José Luis Pinillos Díaz (Bilbao, País Basc, 11 d'abril de 1919 - Madrid, 4 de novembre 2013) va ser un psicòleg, considerat el pare de la psicologia científica espanyola i professor universitari basc.

## Biografia
Nascut el 1919 en Bilbao va estudiar a la seva ciutat natal així com a Portugalete. Va lluitar en la Guerra Civil espanyola en el bàndol nacional i després de la Guerra Civil espanyola va començar la llicenciatura de Filosofia i Lletres a la Universitat de Saragossa, després es va traslladar a Madrid per especialitzar-se en filosofia, del que es va llicenciar el 1946 amb premi extraordinari i es va doctorar el 1949. Va combatre en la Divisió Blava.
A continuació, va viatjar a Bonn becat pel Consell Superior d'Investigacions Científiques (CSIC) per ampliar els seus estudis de psicologia i el 1950 va passar a formar part del seu Departament de Psicologia Experimental; no obstant això va continuar formant-se a Anglaterra becat pel British Council per participar en els cursos impartits per Hans Eysenck entre els anys 1951 i 1953 a l'Hospital Maudsley de Londres. Així mateix s'instrueix en les aportacions d'Anna Freud, Raymond Cattell, Nikolaas Tinbergen, Francine Shapiro i altres artífexs de la psicologia mundial. Al seu torn va treballar sobre la percepció visual de complexos estimulessis i velocitat de processament en pacients psicòtics i neuròtics i en persones normals i va publicar aquests treballs en revistes alemanyes, franceses i espanyoles; a més va anar obrint camps en psicologia social de forma pionera a Espanya. El 1954 va ser nomenat col·laborador del Departament de Psicologia Experimental de la Universitat de Madrid. El 1961 es va traslladar a Veneçuela per ser professor de la Universitat Central de Caracas, i va tornar a Espanya a la fi d'aquest any per convertir-se en catedràtic de psicologia de la Universitat de València. De 1966 a 1986 va posseir la càtedra de la Universitat de Madrid.
Al costat del doctor José Germain, engega la Societat Espanyola de Psicologia i el departament de Psicologia Experimental de la recentment creada Escola de Psicologia de la Universitat de Madrid.
Les seves aportacions van ser notables pel seu interès clínic i social: va elaborar diverses proves i test diagnòstics, com la prova de personalitat CEP, les anàlisis del test de Kent i Rosanoff, i el Diferencial Semàntic d'Osgood i col·laboradors, mètode per a la mesura de les actituds a través del significat connotatiu del llenguatge. D'altra banda, va treballar repetidament en diferents camps aplicats com la psicologia del treball (selecció de personal, formació de comandaments, etc).
Va ser doctor honoris causa per les següents universitats: la Pontifícia de Salamanca, la de València, la del País Basc, la de Santiago de Compostel·la, la Pontifícia de Comillas, la d'Oviedo, la UNED, la de Sevilla, la de la Llacuna, la de Múrcia i la de Salamanca. Va ser Medalla d'Or del Centre d'Estudis Universitaris, Medalla d'Or de Madrid, Medalla d'Honor de la Universitat Internacional Menéndez Pelayo. A més, com a homenatge de la comunitat acadèmica de la qual va formar part, el "Edifici Lateral 1" (Oest) de la Facultat de Psicologia de l'UCM a Somosaguas es va rebatejar com a "Edifici Jose Luis Pinillos".
El 1986, any en què es va jubilar, va ser guardonat amb el Premi Príncep d'Astúries de Ciències Socials pels seus treballs decisius en la promoció i progrés de la psicologia empírica a Espanya. Fins a la seva defunció era membre de la Reial Acadèmia Espanyola des de 1988 i de l'Acadèmia Europea de les Ciències i les Arts des de 1997.
Va ser president de la Comissió Cultural del Col·legi Lliure d'Emèrits; membre de nombre de la Reial Acadèmia de Ciències Morals i Polítiques; membre d'honor del Col·legi de Psicòlegs d'Espanya.

## Concepte de personalitat segons J.L. Pinillos
"La personalitat representa l'estructura intermèdia que la psicologia necessita interposar entre l'estimulació del medi i la conducta amb què els subjectes en responen. Justament per donar raó de la manera individualitzada en què ho fan." És a dir, la personalitat és allò que ens distingeix entre éssers humans.
Desenvolupa la Teoria implícita de la personalitat.
La personalitat representa una qualitat atractiva, indica consistència en la relació amb altres persones i en funció d'aquesta idea regulem les nostres conductes. Per exemple, si està enfadat no li demanaré cap favor a aquesta persona.
Pinillos defineix al subjecte com a substància, com a sistema, com a consciència i com a personalitat.

## Obra seleccionada
- Introducción a la psicología contemporánea, 1962
- Cuestiones de psicología evolutiva, 1964
- Constitución y personalidad, 1966
- La mente humana, 1969
- Tecnología de la conducta, 1972
- Principios de Psicología, 1975
- Más allá de Freud, 1977
- Psicopatología de la vida urbana, 1977
- La psicología y el hombre de hoy, 1986
- Reconversión industrial y adaptación psicológica, 1986
- El corazón del laberinto, 1997